# Any de traspàs
| Anys de traspàs del calendari gregorià (1900 – 2499) | Anys de traspàs del calendari gregorià (1900 – 2499) | Anys de traspàs del calendari gregorià (1900 – 2499) | Anys de traspàs del calendari gregorià (1900 – 2499) | Anys de traspàs del calendari gregorià (1900 – 2499) | Anys de traspàs del calendari gregorià (1900 – 2499) |
| ---------------------------------------------------- | ---------------------------------------------------- | ---------------------------------------------------- | ---------------------------------------------------- | ---------------------------------------------------- | ---------------------------------------------------- |
| ―                                                    | 2000                                                 | ―                                                    | ―                                                    | ―                                                    | 2400                                                 |
| 1904                                                 | 2004                                                 | 2104                                                 | 2204                                                 | 2304                                                 | 2404                                                 |
| 1908                                                 | 2008                                                 | 2108                                                 | 2208                                                 | 2308                                                 | 2408                                                 |
| 1912                                                 | 2012                                                 | 2112                                                 | 2212                                                 | 2312                                                 | 2412                                                 |
| 1916                                                 | 2016                                                 | 2116                                                 | 2216                                                 | 2316                                                 | 2416                                                 |
| 1920                                                 | 2020                                                 | 2120                                                 | 2220                                                 | 2320                                                 | 2420                                                 |
| 1924                                                 | 2024                                                 | 2124                                                 | 2224                                                 | 2324                                                 | 2424                                                 |
| 1928                                                 | 2028                                                 | 2128                                                 | 2228                                                 | 2328                                                 | 2428                                                 |
| 1932                                                 | 2032                                                 | 2132                                                 | 2232                                                 | 2332                                                 | 2432                                                 |
| 1936                                                 | 2036                                                 | 2136                                                 | 2236                                                 | 2336                                                 | 2436                                                 |
| 1940                                                 | 2040                                                 | 2140                                                 | 2240                                                 | 2340                                                 | 2440                                                 |
| 1944                                                 | 2044                                                 | 2144                                                 | 2244                                                 | 2344                                                 | 2444                                                 |
| 1948                                                 | 2048                                                 | 2148                                                 | 2248                                                 | 2348                                                 | 2448                                                 |
| 1952                                                 | 2052                                                 | 2152                                                 | 2252                                                 | 2352                                                 | 2452                                                 |
| 1956                                                 | 2056                                                 | 2156                                                 | 2256                                                 | 2356                                                 | 2456                                                 |
| 1960                                                 | 2060                                                 | 2160                                                 | 2260                                                 | 2360                                                 | 2460                                                 |
| 1964                                                 | 2064                                                 | 2164                                                 | 2264                                                 | 2364                                                 | 2464                                                 |
| 1968                                                 | 2068                                                 | 2168                                                 | 2268                                                 | 2368                                                 | 2468                                                 |
| 1972                                                 | 2072                                                 | 2172                                                 | 2272                                                 | 2372                                                 | 2472                                                 |
| 1976                                                 | 2076                                                 | 2176                                                 | 2276                                                 | 2376                                                 | 2476                                                 |
| 1980                                                 | 2080                                                 | 2180                                                 | 2280                                                 | 2380                                                 | 2480                                                 |
| 1984                                                 | 2084                                                 | 2184                                                 | 2284                                                 | 2384                                                 | 2484                                                 |
| 1988                                                 | 2088                                                 | 2188                                                 | 2288                                                 | 2388                                                 | 2488                                                 |
| 1992                                                 | 2092                                                 | 2192                                                 | 2292                                                 | 2392                                                 | 2492                                                 |
| 1996                                                 | 2096                                                 | 2196                                                 | 2296                                                 | 2396                                                 | 2496                                                 |

Un any de traspàs, any bixest (es pronuncia com clixé o guixer) o any bissextil és un any civil que té un dia més que els anys comuns, és a dir, té 366 dies. El dia de més s'afegeix al final del mes que era el darrer del calendari romà: el febrer, de tal manera que aquest mes passa a tenir 29 dies. Aquest dia s'anomenà Bisextus calendas martii, ja que s'afegí darrere del sextus calendas martii, d'aquí el seu nom.
L'any de traspàs també s'anomena «bixest» o «bissextil», mots que fan referència al dia bis-sextus pridie Martias Kalendas, és a dir, al dia que s'intercalava entre el sextus i el quintus de les calendes de març, al final de febrer, en la proposta juliana inicial. Per això es diu «dia intercalar». També existeix una etimologia popular que fa derivar la paraula bixest del fet que el nombre de dies que té (366) acaba en dos sisos.
El repartiment dels anys civils en anys comuns i de traspàs es fa d'acord amb el calendari gregorià: en cada període de 400 anys n'hi ha 303 de comuns i 97 de traspàs. S'alternen de la següent manera: són de traspàs els anys en què les dues darreres xifres de l'any són múltiples de 4, excepte si aquestes xifres són 00. Aleshores, cal tenir en compte les dues primeres xifres de l'any. Si són múltiples de 4, l'any també serà de traspàs. Per exemple, el 1996 va ser de traspàs, perquè 96 és múltiple de 4; el 1900, no fou de traspàs, perquè 19 no és múltiple de 4. Però el 2000, les dues darreres xifres també eren 00 i calia tenir en compte el 20. Com que és múltiple de quatre, també va ser de traspàs. En resum: és de traspàs cada any múltiple de quatre, excepte els múltiples de cent, que no ho són, i excepte els múltiples de 400, que sí que ho són.

Gràfic de la variació del solstici de juny entre els anys 1750 i 2250 que mostra com les regles dels anys de traspàs al calendari gregorià persegueixen la seva estabilització a llarg termini.

## Etimologia
L'expressió «any de traspàs» deriva del llatí bis sextus dies ante de Kalendas Martii ("repetit el dos cops sisè dia abans de l'u de març"), que corresponia a un dia extra intercalat per Juli Cèsar (46 aC) entre el sisè dia abans de les calendas de març (24 de febrer) i el cinquè dia abans de les calendas de març, que correspondria al dia 25 en un any de 365 dies en què febrer en té 28. Els romans no comptaven els dies del mes de l'1 al 31, sinó que prenien tres dates de referència: Kalendas, Nonas i Idus. Per comptar s'hi incloïa el dia de referència (en aquest cas, l'1 de març).
Al calendari gregorià, que és el que s'empra actualment, i que va ser instaurat pel papa Gregori XIII a partir del 1582, aquest dia extra es va situar al final del mes de febrer (29 de febrer).

## Raó i definició de l'any de traspàs
El dia bixest s'afegeix per corregir el desfasament que hi ha entre la durada de l'any tròpic: 365 dies 5 h 48 min 45,10 s (365,242189 dies) i l'any civil de 365 dies. Això requereix que cada quatre anys es corregisca l'any calendari per una acumulació no comptabilitzada d'aproximadament 1/4 de dia per any, que equival a un dia extra. Al calendari julià es consideraven de traspàs els anys divisibles entre quatre, resultant anys de 365,25 dies. Això suposa un avançament d'uns 11,25 minuts per any respecte a l'any tròpic. Pot no semblar gaire, però només en 500 anys suposaria un desfasament de gairebé quatre dies. Calia escurçar l'any, i així el calendari gregorià va establir: «L'any de traspàs és el divisible entre 4, llevat que sigui any secular —últim de cada segle, acabat en «00»—, i en aquest cas també ha de ser divisible entre 400».
És a dir, es determinen dos grups d'anys: no seculars i seculars. Els primers han de ser múltiples de 4, mentre que els segons ho hauran de ser de 400. D'aquesta manera s'eliminen com a traspàs a 3 de cada 4 anys seculars. Per exemple, els anys 1800 i 1900, malgrat ser divisibles per 4, no ho són per 400, per la qual cosa van ser anys comuns. Per la seva banda, l'any 2000 és divisible tant per 4 com per 400, per tant sí que va ser un any de traspàs.
El cicle julià de 4 anys dona pas a un gregorià de 400 en què hi ha 97 de traspàs i 303 comuns, resultant una mitjana anual de 365,2425 dies. La diferència amb l'any tròpic queda ara reduïda a menys de mig minut per any (26,9 segons aproximadament per any o unes 4 hores a cada 500 anys).

## Origen de l'any de traspàs

### Primer esment a un any de traspàs
El Decret de Canop es troba inscrit en una llosa de pedra calcària de més de dos metres d'alçada i prop d'un metre d'ample, descoberta el 1866 per un grup d'erudits alemanys a l'antiga ciutat egípcia de Tanis, ubicada al delta del Nil. igual que la famosa Pedra Rosetta, conté inscripcions en dos idiomes: egipci (en jeroglífics i escriptura demòtica) i grec antic. Datada el 238 aC, la inscripció registra un decret del faraó Ptolemeu III, que segueix el protocol de l'època, incloent lloances al faraó, detalls de campanyes militars i la instrucció d'erigir còpies del decret en tots els temples importants. En aquest text,el faraó decreta afegir un dia festiu en honor als déus cada quadrienni, per evitar que «les festes públiques que tenen lloc a l'hivern se celebrin a l'estiu».

### Calendari egipci i romà
Transcorria l'any 49 aC, quan Juli Cèsar va arribar a Egipte. Fins aleshores el calendari romà carregava amb segles de desfasaments a causa de la seva imprecisió. Entre altres coses, Juli va trobar un excel·lent calendari a les terres de la faraona Cleòpatra. Va ser llavors quan va delegar a Sosígenes d'Alexandria, astrònom, matemàtic i filòsof, la tasca de dissenyar un nou calendari a l'alçada i exactitud que l'imperi necessitava. Sosígenes va lliurar a Cèsar el seu calendari entre el 48 i el 46 a. C., basat principalment en el calendari egipci, però conservant els noms dels mesos romans. Aquest calendari tenia una durada de 365 dies i un dia addicional inicialment cada quatre anys, per compensar un desfasament natural produït per l'òrbita heliosíncrona de la Terra. La compensació dels desfasaments que tenia acumulats el calendari romà va obligar que l'any 46 a. C. es convertís l'any més llarg de la història, amb 445 dies de durada per compensar i iniciar novament de zero. A aquest inusual any se'l va anomenar «any julià» o «any de la confusió».
Aquest calendari va ser oficial a Roma durant els següents segles. Al Concili de Nicea I es va advertir que hi havia un error en els càlculs de Sosígenes, però no van fer res per corregir-ho, fins al 1582, quan es va adoptar el calendari gregorià.

### Reforma gregoriana
El papa Gregori XIII, assessorat per l'astrònom jesuïta Christopher Clavius, el 24 de febrer de 1582 va promulgar la butlla Inter gravissimas, en què establia que després de dijous 4 d'octubre de 1582 seguiria el divendres 15 d'octubre de 1582.
Amb l'eliminació de deu dies va desaparèixer el desfasament amb l'any solar. Perquè no tornés a passar, al nou calendari es van eliminar tres anys de traspàs cada quatre segles. Amb això, el 4 d'octubre de 1582 va ser el darrer dia del calendari julià i el 15 d'octubre de 1582 va constituir el primer dia del calendari gregorià. Per això no van existir les dates del 5 al 14 d'octubre d'aquest any. Si s'usen mètodes actuals, el càlcul de dates anteriors al 15 d'octubre del 1582 sempre serà erroni, ja que s'han d'utilitzar exclusivament en retrospectiva fins a aquesta data i canviar a càlcul de dates julianes a partir del 4 d'octubre del 1582, sense oblidar aquests 10 dies inexistents.

### Calendari julià revisat
El Calendari julià revisat fou ideat per Milutin Milanković l'any 1923. Afegeix un dia més a febrer els anys que són múltiples de quatre, excepte en els anys que són múltiples de 100 que no deixen una resta de 200 o 600 en dividir-lo per 900. Aquesta regla coincideix amb la del calendari gregorià fins al 2799. El primer any en què les dates del calendari julià revisat no coincidiran amb les del calendari gregorià serà el 2800, perquè serà de traspàs al calendari gregorià però no al julià revisat. Aquesta regla dona una durada mitjana de l'any de 365.242.222 dies. És una molt bona aproximació a l'any tropical mitjà, però com que l'any de l'equinocci vernal és lleugerament més llarg, el calendari julià revisat, de moment, no fa tan bona feina com el calendari gregorià a mantenir l'equinocci vernal a prop del 21 de març.

### Calendaris copte i etíop
El calendari copte té tretze mesos, dotze de 30 dies cadascun i un al final de l'any de 5 dies, o 6 dies als anys de traspàs. L'any de traspàs copte segueix les mateixes regles que el calendari julià, de manera que el mes extra sempre té sis dies l'any anterior a un any de traspàs julià. El calendari etíop té dotze mesos de trenta dies més cinc o sis epagòmens, que comprenen un tretzè mes.

## Calendari hebreu
El calendari hebreu és lunisolar amb un mes embolismal. Aquest mes extra s'anomena Adar Rishon (primer Adar) i s'afegeix abans d'Adar, que passa a ser Adar Sheini (segon Adar). Segons el cicle metònic, això es fa set vegades cada dinou anys (concretament, als anys 3, 6, 8, 11, 14, 17 i 19). Això es fa per assegurar que la Pasqua (Péssah) sigui sempre a la primavera, tal com exigeix la Torà (Pentateuc) en molts versicles relatius a la Pasqua. A més, el calendari hebreu té regles d'ajornament que posposen el començament de l'any un o dos dies. Aquestes regles d'ajornament redueixen el nombre de combinacions diferents de durada de l'any i de la setmana de 28 a 14, i regulen la ubicació de certes festes religioses en relació amb el Sàbat.
En particular, el primer dia de l'any hebreu mai no pot ser diumenge, dimecres o divendres. Aquesta regla es coneix en hebreu com a «lo adu rosh» (לא אד״ו ראש). En conseqüència, el primer dia de la Pasqua mai no és dilluns, dimecres ni divendres. Aquesta regla es coneix en hebreu com «lo badu Pesah» (לא בד״ו פסח). Una de les raons d'aquesta regla és que Yom Kippur, el dia més sagrat del calendari hebreu i el desè dia de l'any hebreu, ara mai no ha de ser adjacent al Sabbat setmanal (que és dissabte), és a dir, mai no ha de caure en divendres o diumenge, per no tenir dos dies de Sabbat adjacents. Tot i això, Yom Kippur pot continuar caient en dissabte. Una segona raó és que Hoshana Rabbah, el 21è dia de l'any hebreu, no caurà mai en dissabte. Aquestes regles per a les festes no s'apliquen als anys des de la creació fins a l'alliberament dels hebreus d'Egipte sota Moisès. Va ser en aquest temps (cf. Èxode 13) que el Déu d'Abraham, Isaac i Jacob va donar als Hebreus la seva «llei» incloent els dies per ser guardats sants i els dies de festa i dissabtes.
Els anys que consten de 12 mesos tenen entre 353 i 355 dies. En un any k'sidra ('en ordre') de 354 dies, els mesos alternen entre 30 i 29 dies. En un any chaser ('mancat'), el mes de Kislev es redueix a 29 dies. En un any malei ('ple'), el mes de Marcheshvan s'augmenta a 30 dies. Els anys de 13 mesos segueixen el mateix patró, amb l'addició de l'Adar Alef de 30 dies, cosa que els dona entre 383 i 385 dies.

## Calendaris islàmics
Les versions observades i calculades del calendari musulmà lunar no tenen dies de traspàs regulars, encara que tots dos tenen mesos lunars que contenen 29 o 30 dies, generalment en ordre altern. No obstant això, el calendari islàmic tabular utilitzat pels astrònoms islàmics durant l'Edat Mitjana i encara utilitzat per alguns musulmans té un dia de traspàs regular afegit a l'últim mes de l'any lunar en 11 anys d'un cicle de 30 anys. Aquest dia addicional es troba al final de l'últim mes, Dhu al-Hijjah, que és també el mes de l'Hajj.
El calendari solar Hijri és el calendari iranià modern. És un calendari observacional que comença a l'equinocci de primavera (hemisferi nord) i afegeix un únic dia intercalat a l'últim mes (Esfand) una vegada cada quatre o cinc anys; el primer any de traspàs es produeix en el cinquè any del cicle típic de 33 anys i els restants anys de traspàs es produeixen cada quatre anys durant la resta del cicle de 33 anys. Aquest sistema té menys desviació periòdica o jitter del seu any mitjà que el calendari gregorià i opera a la simple regla que el seu dia de Cap d'Any ha de caure en el període de 24 hores de l'equinocci vernal. El període de 33 anys no és completament regular; de tant en tant el cicle de 33 anys es trenca per un cicle de 29 anys.
El calendari Hijri-Shamsi, també adoptat per la Comunitat Ahmadiyya, es basa en càlculs solars i és similar al calendari gregorià en la seva estructura amb l'excepció que la seva època és la Hègira.

## Algorisme computacional
Un any és de traspàs si és:
- Divisible per 4.
- No és divisible per 100.
  - Excepte si és divisible per 400. (2000 i 2400 són de traspàs doncs encara sent divisibles per 100 ho són també per 400. Però els anys 1900, 2100, 2200 i 2300 no ho són perquè només són divisibles per 100).

Des d'un enfocament algorítmic, es consideren les proposicions o enunciats lògics següents:
- p: És divisible per 4
- q: És divisible per 100 (¬q llavors significa no divisible per 100)
- r: És divisible per 400

Aleshores s'utilitza la fórmula lògica {\displaystyle p\land \left(\lnot q\lor r\right)} per establir si un any donat és de traspàs: és de traspàs si és divisible per quatre i (no és divisible per 100 o és divisible per 400).